# Babka odeska
Babka odeska, babka Syrmana (Ponticola syrman) – gatunek ryby z rodziny babkowatych (Gobiidae).

## Występowanie
Żyje w zlewni Morza Czarnego, Morza Azowskiego i Morza Kaspijskiego. W Morzu Czarnym widywana jedynie u północnego wybrzeża. W Morzu Azowskim liczna, obecna na całym jego obszarze. W Morzu Kaspijskim w strefie przybrzeżnej od ujścia rzeki Ural po Baku. Często wpływa do ujść i dolnych odcinków rzek. Występuje m.in. w ujściu Dunaju, w limanie Dniepru, w dolnym biegu Bohu, w Donie po Rostów nad Donem. W Morzu Kaspijskim nie wpływa do rzek. Odnotowana także w jeziorze Razim w Rumunii.
Bytuje zazwyczaj w wodach przybrzeżnych, płytkich, przy twardym dnie pokrytym muszlami, zwłaszcza sercówkowatych, także przy dnie piaszczystym, piaszczysto-mulistym, mulistym. Obecna również w ujściowych i limanowych wodach słonawych, oraz w wodach słodkich dolnych odcinków rzek.

## Morfologia

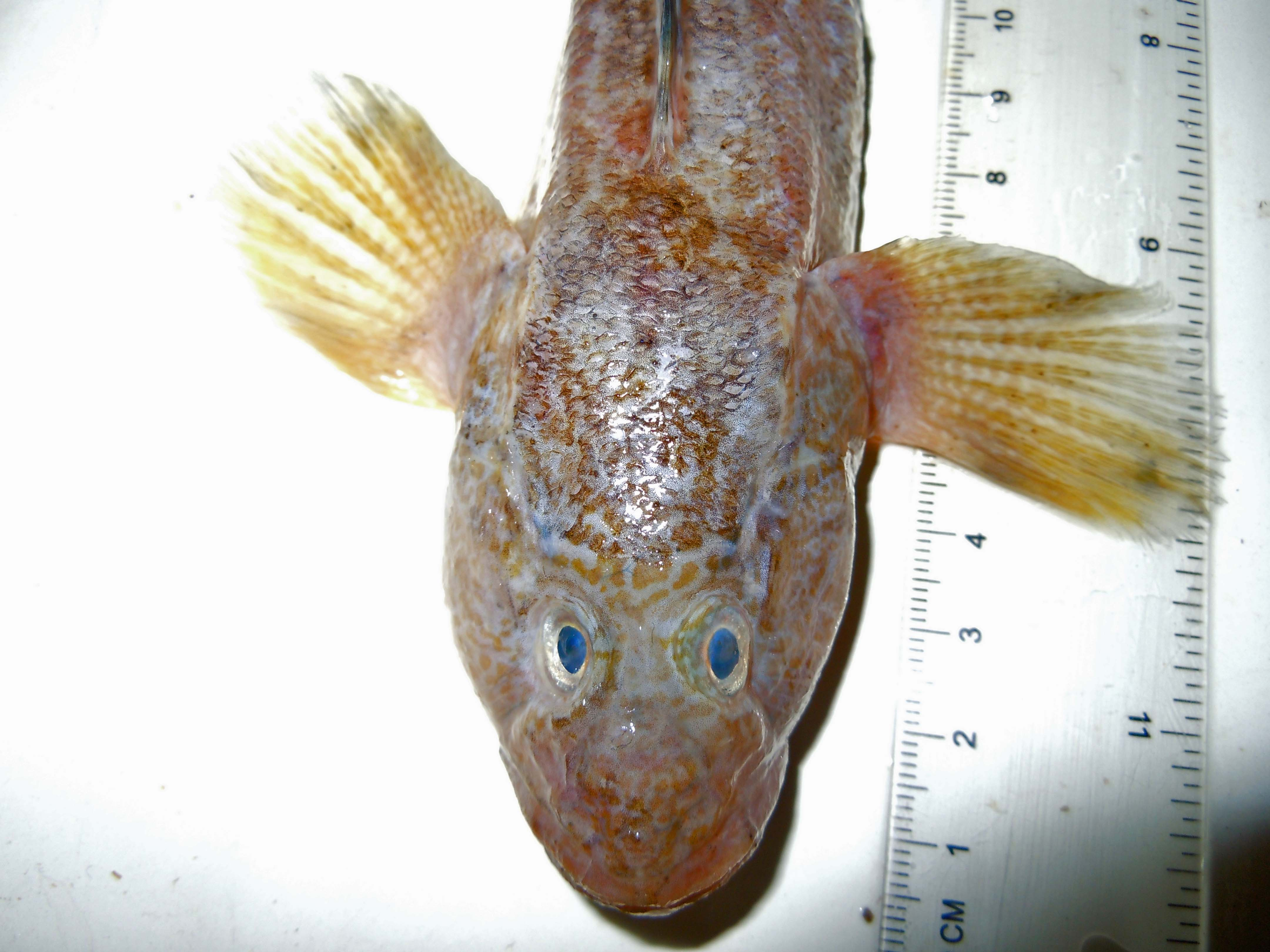
Babka odeska – usytuowane na wierzchołku głowy, wąsko rozstawione oczy

Osiąga 24,5 cm długości, zazwyczaj jest to 18–22 cm. Ciało szarobrązowe, żółtobrązowe lub brązowożółte z licznymi, dużymi, nieregularnymi w kształcie plamami, niskie – wysokość stanowi piątą część całkowitej długości. W rzędzie po długości występuje 56–78 łusek, zazwyczaj jest ich mniej, bo w przedziale od 58 do 71. Głowa długa, trochę szersza niż wyższa, stanowiąca czwartą część całkowitej długości ciała, z nagą potylicą i ciemieniem. Otwór gębowy jest szeroki, zwrócony skośnie do góry, z żuchwą lekko wysuniętą w stosunku do szczęki górnej. Rozstaw położonych na czubku głowy oczu jest mniejszy od ich średnicy lub jej równy. Między oczami a górną wargą biegną ciemniejsze pasy. ⅔ powierzchni pokryw skrzelowych, podobnie jak wierzchołek i tył głowy, bez łusek. Ma dwie, niepołączone ze sobą płetwy grzbietowe: pierwsza z 6 promieniami twardymi, z trzema jasnymi i dwoma ciemnymi smugami, druga z jednym twardym i 15–19 (zazwyczaj 16–18) miękkimi. Jedna płetwa odbytowa rozpostarta na jednym kolcu i 10–15 (często 12–14) promieniach miękkich. Płetwy brzuszne zaokrąglone. Trzon ogonowy półtora raza dłuższy niż szerszy.

## Odżywianie i rozród
Żywi się małymi organizmami bezkręgowymi, zwłaszcza skorupiakami: lasonogami i obunogami, niewielkimi rybami (innymi babkowatymi), małżami, wieloszczetami i larwami ochotkowatych. Dojrzewa płciowo w wieku 1–2 lat. Trze się od marca (kwietnia) do czerwca. Samice składają kleiste jaja zazwyczaj pod kamieniami, między kamieniami, w muszlach i w gęstej roślinności. Samiec opiekuje się gniazdem aż do wylęgu. Samice przystępują do tarła co najmniej dwukrotnie w sezonie. Maksymalny odnotowany wiek babki odeskiej wynosił 4 lata.

## Zagrożenia i ochrona
IUCN uznaje ją za gatunek najmniejszej troski (LC) od 2008. Trend populacji nieznany. Nie zidentyfikowano poważniejszych zagrożeń, mających negatywny wpływ na liczebność gatunku.